# Burnakovskaja
Burnakovskaja (in russo:Бурнаковская) è una stazione della Linea Sormovskaja, la linea 2 della Metropolitana di Nižnij Novgorod. È stata inaugurata il 20 dicembre 1993.